# Museu Municipal Lula Pérez-Marçaginé
El Museu Municipal Lula Pérez-Marçaginé és un museu situat a la localitat de Marçà, Carrer de Dalt, 58, (Priorat). Exposa l'obra escultòrica de l'artista de Marçà Marçel·lí Giné (1918-2006) i de la seva esposa Lula Pérez. També exhibeix l'obra pictòrica del marçalenc Josep Sancho Piqué de principis del segle xx.